# Grangerdoryctes niger
Grangerdoryctes niger är en stekelart som först beskrevs av Granger 1949. Grangerdoryctes niger ingår i släktet Grangerdoryctes och familjen bracksteklar. Inga underarter finns listade i Catalogue of Life.